# Itana Grbić
Itana Grbić (Podgorica, 1996. szeptember 1. –) montenegrói válogatott kézilabdázó, irányító, a ŽRK Budućnost Podgorica játékosa.

## Pályafutása

### Klubcsapatokban
PÁlyafutását szülővárosában kezdte a Budućnost Podgorica csapatában. 2014-ben külföldre szerződött, a macedón ŽRK Vardar játékosa lett, amellyel bajnoki címet szerzett és bejutott a Bajnokok Ligája négyes döntőjébe is a 2014–2015-ös szezonban. Két évig volt a szkopjei csapat kézilabdázója, majd 2016 nyarán visszatért a Budućnostba. A 2017-ben a Handball-Planet.com internetes szakportál szavazásán a legjobb utánpótláskorú balszélsőnek választott Grbić a 2019–2020-as szezonban a román CSM Bucureștiben kézilabdázott, a Podgorica játékosaként pedig az azt követő idényben a legeredményesebb idényét zárta a Bajnokok Ligájában, ahol 51 alkalommal volt eredményes. 2021 nyarán elhagyta pénzügyi nehézségekkel küzdő nevelőegyesületét, és a magyar bajnok Ferencváros játékosa lett. 2022 januárjában nyilvánosságra hozták, hogy a szezon végén lejáró szerződését nem hosszabbítják meg és 2022 nyarától a francia Brest Bretagne Handball játékosa lesz.

### A válogatottban
A 2014-es junior-világbajnokságon beválasztották az All Star-csapatba. A montenegrói felnőtt válogatottban 2015-ben mutatkozott be. 2021 nyarán részt vett a tokiói olimpián, ahol Montenegró a 6. helyen végzett.

## Sikerei, díjai
ŽRK Vardar
- Macedón bajnok: 2014–2015
- Macedón kupa-győztes: 2014–2015
- Bajnokok Ligája, 3. hely: 2014–2015

Egyéni elismerései
- A junior-világbajnokság legjobb balszélsője: 2014[6]
- A világ legjobb utánpótláskorú balszélsője a Handball-Planet.com szavazásán: 2017[7]

## Család
Testvére Petar Grbić válogatott labdarúgó.